# Salcia Veche
Salcia Veche – wieś w Rumunii, w okręgu Vrancea, w gminie Ciorăști. W 2011 roku liczyła 315
mieszkańców.